# Хопкіно
Хо́пкіно (рос. Хопкино) — селище у складі Яшкинського округу Кемеровської області, Росія.

## Населення
Населення — 102 особи (2010; 152 у 2002).
Національний склад (станом на 2002 рік):
- росіяни — 96 %